# دوغلاس فولي
دوغلاس فولي (بالإنجليزية: Douglas Fowley) مواليد 30 مايو 1911 في ذا برونكس، نيويورك، الولايات المتحدة - الوفاة 21 مايو 1998 في كاليفورنيا، لوس أنجلوس، الولايات المتحدة، هو ممثل أمريكي بدأ مسيرته الفنية سنة 1933. امتدت مسيرته الفنية لأكثر من 49 عاما.

## الأعمال
- ساحة المعركة
- السامي والقوي

## روابط خارجية
- دوغلاس فولي على موقع IMDb (الإنجليزية)
- دوغلاس فولي على موقع ألو سيني (الفرنسية)
- دوغلاس فولي على موقع أول موفي (الإنجليزية)
- دوغلاس فولي على موقع قاعدة بيانات برودواي على الإنترنت (الإنجليزية)
- دوغلاس فولي على موقع قاعدة بيانات الأفلام السويدية (السويدية)
- دوغلاس فولي على موقع إن إن دي بي (الإنجليزية)
- دوغلاس فولي على موقع قاعدة بيانات الفيلم (الإنجليزية)
- دوغلاس فولي على موقع كينوبويسك (الروسية)